# 眼淚 (電影)
《眼淚》是2010年上映的一部台灣電影，導演為鄭文堂，故事場景設定於高雄。劇情描述一名便衣刑警的某次辦案過程以及他不為人知的過去。
該片的主要演員有蔡振南、鄭宜農、房思瑜、黃健瑋，以及葉湘怡(Doris)等。
《眼淚》也是2009年金馬國際影展的兩部開幕片之一。2010年，蔡振南以《眼淚》獲得羅馬第八屆亞洲電影展「最佳男主角」。

## 主要演員
| 演員                                         | 角色                                     |
| -------------------------------------------- | ---------------------------------------- |
| 蔡振南                                       | 老郭，刑警                               |
| 鄭宜農                                       | 小雯                                     |
| 房思瑜                                       | 純純，大學生                             |
| 黃健瑋                                       | 紅豆，刑警                               |
| 葉湘怡〔Doris〕                              | 萱萱，檳榔西施                           |
| 溫昇豪                                       | 老郭之子                                 |
| 吳朋奉                                       | 天生，角頭老大，老郭曾因小雯被欺負找上他 |
| 克拉克                                       | 賴家誠                                   |
| 張百惠                                       | 雯母                                     |
| 李佳融                                       | 王郁惠                                   |
| 陳季霞                                       | 郁惠母                                   |
| 莫子儀                                       | 黑目                                     |
| 莊凱勛                                       | 阿明                                     |
| 周元大                                       | 福興                                     |
| 許文峰                                       | 小劉                                     |
| 王鏡冠                                       | 阿昌                                     |
| 黃采儀                                       | 老郭女                                   |
| 吳敏                                         | 老闆娘                                   |
| 黑面                                         | 工頭                                     |
| 李國鵬                                       | 雯父                                     |
| 滅火器樂團（楊大正﹑鄭宇辰﹑尤冠倫﹑陳敬元） | 失業青年                                 |
| 謝志堅                                       | 賴父                                     |

## 外部連結
- Yahoo奇摩電影上《眼淚》的資料（繁體中文）
- MSN娛樂上《眼淚》的資料（繁體中文）

- 開眼電影網上《眼淚》的資料（繁體中文）
- 豆瓣电影上《眼淚》的資料 （简体中文）
- 时光网上《眼淚》的資料（简体中文）
- AllMovie上《眼淚》的资料（英文）
- 爛番茄上《眼淚》的資料（英文）
- 香港影庫上《眼淚》的資料（繁體中文）
- 互联网电影数据库（IMDb）上《眼淚》的资料（英文）